# 中国皇帝
中国历史上的君主最初被称为后、帝、皇、王、天子等。皇帝称号则始创于公元前221年的秦朝，秦始皇以自己一統海內的功绩为傲，认为自己德高「三皇」、功蓋「五帝」，古往今来的统治者无人能及，决意用新的称号以示自己的尊贵身份，遂创号“皇帝”，自己称“始皇帝”，规定后世称“二世皇帝”、“三世皇帝”，乃至千秋万世。与“皇帝”称号相对应的，秦始皇还创立并推行了一整套中央直接统治地方、加强中央集权、巩固皇帝政治權力的国家机制。这一整套体制在秦朝被民乱和战国诸侯后裔推翻后，被汉朝承袭并加以巩固，并随“皇帝”的称号流传后世。自秦始皇创制“皇帝”称号以来，中国后世王朝的最高君主纷纷以“皇帝”为号；而秦始皇创制以“皇帝”为最高、最权威统治者的国家体制，也被称为帝制。秦始皇另外規定，皇帝的命令称做「詔」，自稱为「朕」。
对皇帝的尊称历代不同，当面称呼皇帝有“陛下”、“吾皇”、“圣上”、“今上”、“皇上”、“万岁（萬歲爺）”等尊称，私下提及皇帝则需使用「聖人」、「官家」、「大家」、「主上」、「天家」、「縣官」、「至尊」、「萬乘」、「御駕」、「聖駕」、「上」等尊称。在中国大一统时期，被公认为“皇帝”的君主只能有1人，这些大型王朝统治着中国的大部分地区，并取得周围地区名义或實際上的臣服，如此才能被認定为“正统”。“正统”政权往往被称为“某朝”、“某代”、“大某”，而不称为“某国”；而在大分裂时期，中国本土没有公认正统的皇帝，但同时有两个或数个中小型王朝并立（如三國時代，魏汉吳三朝並立，並且出現了魏文帝、漢昭烈帝、吳大帝等3位皇帝分治天下），亦取得其周边地区臣服，这些中小型王朝的实力超过了一般的“国”，公开称“皇帝”，并互相质疑对方的“正统性”，却始终没能实现一统海内的功绩，因為只要這些中小型王朝統一天下，平定海內外，就可以晉升為大一統王朝。如南北朝时与五代十国时期，三國時期時，亦有魏、汉、吳等三大王朝互相對峙；另外历史上某些政权统治区域相对较小，其君主在自己的国内称皇帝或王，对外则臣服于某一政权，这些不被二十四史体系认同为正统的“皇帝”，实际仅相当于“国王”，如历史上南唐國，其第三任國主李煜就对内称皇帝，並对北宋称臣。此类政權的称谓仅仅是“某国”，而不能称“某朝代”。中国历史上最早的正统朝代的标志之一是相傳為夏朝大禹制作的九鼎，传至周代，到秦朝末年失传；自秦朝開始，中國第一位皇帝贏政（始皇帝）创制了皇帝称号，並改以传国玉玺以及金龍作為正统皇朝的标志，然而该玉玺几经失传、后世所谓重新发现者又多是伪作，故而玉璽自西晋以后已经基本丧失了其标志性地位。
中国帝制同其皇帝头衔一直延续到1912年2月12日末代皇帝愛新覺羅溥儀退位，至此中国帝制结束；中国国体转为因辛亥革命而建立的共和国，法统也依《清帝退位诏书》传至中華民國。进入民国时期，雖有袁世凯筹备中华帝国并自称皇帝、張勳復辟等事件，但都以失敗告終。按照柏杨在《中国人史纲》的说法，至此在中国君主制与帝国时期，中國歷史上共出现了83个王朝，从黄帝到清遜帝溥儀，共有559个帝王，包括397个皇帝、162个王。历代中国的皇帝中，寿命最长的皇帝为清高宗弘历（乾隆帝），享壽89岁，寿命最短的皇帝是东汉殇帝刘隆，不满2岁即驾崩。在位时间最长的皇帝是清聖祖玄烨（康熙帝），在位近62年；在位时间最短的是金末帝完颜承麟，在位仅30分鐘。在中国历史上，仅有1位得到普遍承认的女皇帝，北魏曾發生以女嬰代替來稱帝的事件，但沒有實質施政，還因此導致了哗变，而真正有權的女皇帝，是为唐朝时的高宗皇后武氏，她篡唐建「周」（史称武周），尊号“则天大圣皇帝”，即后世谓“武则天”、又稱「武皇」的女人，其晚年退位将政权复归于自己的兒子，恢复了唐朝的統治，死后更是去帝號，以唐高宗皇后的身份合葬于乾陵。唐朝之後雖然有多位皇太后臨朝稱制（如清朝慈禧太后），具有皇帝實權，但僅是有實無名，沒有尊號，所以未再出現真正登基、擁有皇帝頭銜的女皇帝政权出现。

## 起源
在上古三皇五帝時代至夏、商時中国最高统治者生前的稱號为“后”；從商朝開始，君主生前稱“王”，死後改稱為“帝”；如黃帝、后羿、后稷、帝嚳、帝堯、帝紂等。
從周朝起，最高首領称为“天子”，周室稱“王”作為天子的尊号，如周武王、周平王等。然而早在西周，楚国因反对周天子的统治已自称为王，及至战国，随着周天子彻底失势，陆续发生了徐州相王与五國相王等事件，使得本应是天下之主的王號成为单纯的一国之君號，不再有尊崇地位。
公元前288年，秦昭襄王曾自称“西帝”，并派大臣魏冉出使齐国，推舉齐湣王为“东帝”。招致各方諸侯國的憤怒，在巨大压力下取消，齊王、秦王见称帝不得人心而取消了帝号。
秦朝建立后，因嬴政认为自己“德兼三皇、功盖五帝”，不愿沿用已经沦为一般国君称号的“王”，而建立“皇帝”一词作为最高统治者的正式称谓，自此以后“皇帝”取代了“帝”、“皇”、“后”與“王”，成为此后两千年来中国帝王專制社会最高统治者的称呼，並仍然與“天子”交互使用。

## 历代政权
中国自秦朝以后的君主虽然大多数以皇帝做为天子的尊号，但仍有相当部分的君主不称皇帝。比如：秦王子嬰、西楚霸王项羽、三國時期燕王公孫淵、前秦天王苻坚、十六国北燕及五凉的君主、五代十国吴越、马楚及荆南的半独立政权、明鄭延平王鄭成功、大明永和中興王朱一貴、順天政權盟主大元帥林爽文、太平天国天王洪秀全等。本表基于只录入皇帝的原则，所以皇帝人数和该政权的实际君主数，并不相同。比如：清代十二位君主，但努尔哈赤只是后金大汗不是大清皇帝，所以不计入皇帝人数（追尊為清太祖）。生前未称皇帝但后来被追封为皇帝者，比如：曹操、孙坚、司马懿、司马师、司马昭、高欢、高澄、宇文泰、宇文觉、李克用、杨行密、徐温、王审知、李继迁、李德明、多爾袞等人，并不被纳入该列表。若包含追尊皇帝，中國共有263任皇帝。以下列表中實際掌權的“朝代”與“独立政权”（又稱分朝）一律以粗體字來標示，而沒有使用粗體字的往往都是以“失敗告終的政權”或者是向朝廷示忠並且不寻求统治整个中国的“半独立政权”為主。如大渤海、大中國、大封民、大理國、大长和、大天兴、大义宁、滿洲國、兴辽、南越、閩越、东夏等虽建立在中国传统地域范围之内，但其自身定位并非为中國的政權或不寻求统治整个中国的政权，因此不納入該列表內。另外，秘密结社政权也不納入該列表內。

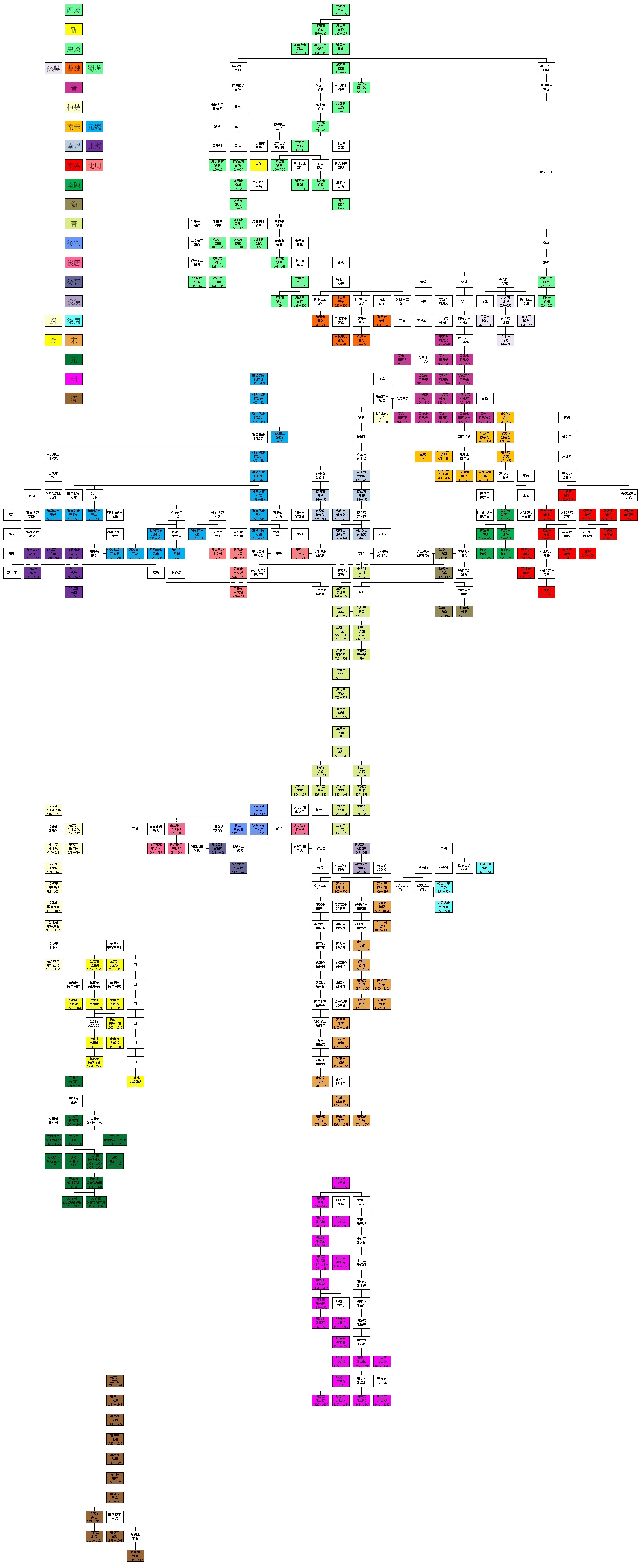
中國帝國時代君主家族樹簡圖

| 时代                                             | 王朝                     | 國姓/皇室氏族      | 皇帝人数              | 称皇时间                                                                   | 备注 |
| ------------------------------------------------ | ------------------------ | ------------------ | --------------------- | -------------------------------------------------------------------------- | --- |
| 秦汉 秦帝列表 汉帝列表                           | 秦朝                     | 嬴姓趙氏           | 2                     | 前221年－前206年                                                           | 前221年，秦始皇开始称皇帝，前207年，秦二世被杀后，子婴取消帝号，称王，46天后秦国灭亡 |
| 秦汉 秦帝列表 汉帝列表                           | 楚                       | 羋姓熊氏           | 1                     | 前206年－前205年                                                           | 前206年，楚怀王熊心被项羽等诸侯尊为义帝；前205年，义帝被杀 |
| 秦汉 秦帝列表 汉帝列表                           | 西汉                     | 劉氏               | 15                    | 前202年－9年                                                               | 前206年，刘邦被封为汉王；前202年，称帝；这里计入刘恭、刘弘、刘贺、孺子婴等不被普遍承认的皇帝 |
| 秦汉 秦帝列表 汉帝列表                           | 新朝                     | 魏郡王氏           | 1                     | 9年－23年                                                                  | 9年王莽称帝；23年被杀 |
| 秦汉 秦帝列表 汉帝列表                           | 更始                     | 劉氏               | 1                     | 23年－25年                                                                 | 23年刘玄被绿林军擁立称帝，嗣漢；25年被杀 |
| 秦汉 秦帝列表 汉帝列表                           | 無記載                   | 王氏               | 1                     | 23年－24年                                                                 | 23年王郎在邯鄲称帝，嗣漢；24年被杀 |
| 秦汉 秦帝列表 汉帝列表                           | 建世                     | 劉氏               | 1                     | 25年－27年                                                                 | 25年刘盆子在长安被赤眉軍擁立称帝，嗣漢；27年降东汉 |
| 秦汉 秦帝列表 汉帝列表                           | 成家                     | 公孫氏             | 1                     | 25年－36年                                                                 | 25年公孙述在成都称帝；36年被杀 |
| 秦汉 秦帝列表 汉帝列表                           | 無記載                   | 盧氏               | 1                     | 25年－40年                                                                 | 25年盧芳在漠北称帝，嗣漢；40年降东汉 |
| 秦汉 秦帝列表 汉帝列表                           | 东汉                     | 劉氏               | 14                    | 25年－220年                                                                | 25年刘秀称帝，嗣漢；这里计入刘懿、劉辯等不被普遍承认的皇帝 |
| 秦汉 秦帝列表 汉帝列表                           | 陽明                     | 許氏               | 1                     | 172年－174年                                                               | 172年許昌在句章称帝；174年被杀 |
| 秦汉 秦帝列表 汉帝列表                           | 無記載                   | 張氏               | 1                     | 187年－189年                                                               | 187年張舉在河北称帝；189年出奔失蹤 |
| 秦汉 秦帝列表 汉帝列表                           | 無記載                   | 闕氏               | 1                     | 193年                                                                      | 193年闕宣在下邳称帝；不久被杀 |
| 秦汉 秦帝列表 汉帝列表                           | 仲家                     | 汝南袁氏           | 1                     | 197年－199年                                                               | 197年袁术在寿春称帝；199年吐血而亡 |
| 三国 三国皇帝列表                                | 曹魏                     | 譙郡曹氏           | 5                     | 220年－266年                                                               | 220年，曹丕称帝；这里计入曹芳、曹髦等不被普遍承认的皇帝 |
| 三国 三国皇帝列表                                | 蜀汉                     | 劉氏               | 2                     | 221年－263年                                                               | 221年，刘备称帝，嗣漢 |
| 三国 三国皇帝列表                                | 孫吳                     | 吳郡孫氏           | 4                     | 229年－280年                                                               | 222年，孙权自称吴王；229年，称帝；这里计入孫亮等不被普遍承认的皇帝 |
| 两晋十六国 晋帝列表 十六国皇帝列表               | 西晋                     | 河內司馬氏         | 5                     | 266年－316年                                                               | 司馬炎称帝，这里计入司马伦等不被普遍承认的皇帝 |
| 两晋十六国 晋帝列表 十六国皇帝列表               | 东晋                     | 河內司馬氏         | 11                    | 318年－420年                                                               | 317年，司马睿自称晋王；318年，称帝 |
| 两晋十六国 晋帝列表 十六国皇帝列表               | 成汉                     | 李氏               | 5                     | 306年－347年                                                               | 304年，李雄自称成都王；306年，称帝，国号成；338年，李寿改国号为汉 |
| 两晋十六国 晋帝列表 十六国皇帝列表               | 汉赵 （前赵）            | 劉氏               | 5                     | 308年－328年                                                               | 304年，劉淵自称汉王；308年，称帝，嗣漢；319年，刘曜改国号为赵；328年，石勒擒刘曜，其子刘熙、刘胤没有称帝；329年， 石勒灭前赵；这里计入刘和等不被普遍承认的皇帝 |
| 两晋十六国 晋帝列表 十六国皇帝列表               | 后赵                     | 石氏               | 7                     | 330年－334年 349年－351年                                                  | 319年，石勒自称赵王；330年，称大赵天王，同年称帝；334年，石虎称居摄赵天王；337年，改称大赵天王；349年，称帝； 这里计入石祗等不被普遍承认的皇帝 |
| 两晋十六国 晋帝列表 十六国皇帝列表               | 冉魏                     | 冉氏               | 1                     | 350年－352年                                                               | 350年冉闵在邺城称帝；352年被杀 |
| 两晋十六国 晋帝列表 十六国皇帝列表               | 前燕                     | 慕容氏             | 2                     | 352年－370年                                                               | 337年，慕容皝自称燕王；352年，其子慕容儁称帝 |
| 两晋十六国 晋帝列表 十六国皇帝列表               | 前凉                     | 张氏               | 1                     | 354年－355年                                                               | 354年，张祚称帝；355年被杀 |
| 两晋十六国 晋帝列表 十六国皇帝列表               | 后燕                     | 慕容氏             | 5                     | 386年－400年                                                               | 384年，慕容垂自称燕王；386年，称帝；这里计入慕容詳、慕容麟等不被普遍承认的皇帝；400年，慕容盛自贬号为庶人天王； 之后，慕容熙和北燕的高雲、馮跋、馮弘的尊号都是天王，死后谥号是皇帝 |
| 两晋十六国 晋帝列表 十六国皇帝列表               | 南燕                     | 慕容氏             | 2                     | 400年－410年                                                               | 398年，慕容德自称燕王；400年，称帝 |
| 两晋十六国 晋帝列表 十六国皇帝列表               | 西燕                     | 慕容氏             | 4                     | 385年－394年                                                               | 384年，慕容泓自称济北王；385年，慕容冲称帝；之后，段随、慕容顗称王，慕容瑶、慕容忠、慕容永称帝 |
| 两晋十六国 晋帝列表 十六国皇帝列表               | 前秦                     | 苻氏               | 5                     | 351年－357年 385年－394年                                                  | 351年，苻健称帝；357年，苻坚即位，改称天王；385年，苻坚死后，其子苻丕又称皇帝 |
| 两晋十六国 晋帝列表 十六国皇帝列表               | 后秦                     | 姚氏               | 3                     | 386年－399年 416年－417年                                                  | 384年，姚苌自称万年秦王；386年，称帝；399年，姚兴改称天王；416年，姚兴死后，其子姚泓又称皇帝，隔年亡於東晉 |
| 两晋十六国 晋帝列表 十六国皇帝列表               | 夏                       | 赫连氏             | 3                     | 418年－431年                                                               | 407年，赫连勃勃自称夏王；418年，称帝 |
| 两晋十六国 晋帝列表 十六国皇帝列表               | 桓楚                     | 桓氏               | 1                     | 403年－404年                                                               | 403年桓玄在建康称帝；404年被杀，其子桓謙未稱皇帝 |
| 南北朝 南北朝皇帝列表                            | 刘宋                     | 彭城刘氏           | 10                    | 420年－479年                                                               | 420年，刘裕称帝；这里计入刘劭、刘子勋等不被普遍承认的皇帝 |
| 南北朝 南北朝皇帝列表                            | 南齐                     | 蘭陵蕭氏           | 7                     | 479年－502年                                                               | 479年，萧道成称帝 |
| 南北朝 南北朝皇帝列表                            | 南梁                     | 蘭陵蕭氏           | 10                    | 502年－557年                                                               | 502年，萧衍称帝；这里计入萧正德、萧栋、萧欢、萧渊明、萧庄、萧纪等不被普遍承认的皇帝 |
| 南北朝 南北朝皇帝列表                            | 南陈                     | 潁川陳氏           | 5                     | 557年－589年                                                               | 557年，陈霸先称帝 |
| 南北朝 南北朝皇帝列表                            | 西梁                     | 蘭陵蕭氏           | 3                     | 555年－587年                                                               | 555年，萧察在江陵称帝 |
| 南北朝 南北朝皇帝列表                            | 侯汉                     | 侯氏               | 1                     | 551年－552年                                                               | 551年，侯景在建康称帝；552年被杀 |
| 南北朝 南北朝皇帝列表                            | 北魏                     | 拓跋氏→河南元氏    | 20                    | 398年－534年                                                               | 386年，拓跋珪自称代王、魏王；398年，称帝；这里计入元愉、元钊、元婴、元颢、元悦、元法僧等不被普遍承认的皇帝 |
| 南北朝 南北朝皇帝列表                            | 秦                       | 莫折氏             | 1                     | 524年－527年                                                               | 524年，莫折大提在秦州自稱秦王，不久後病逝；其子莫折念生繼位並称帝，527年被殺 |
| 南北朝 南北朝皇帝列表                            | 稽胡                     | 劉氏               | 2                     | 525年－535年 577年                                                         | 525年，劉蠡升在山西雲陽谷稱帝，535年被殺；577年，其孫劉沒鐸又称皇帝，不久後被俘 |
| 南北朝 南北朝皇帝列表                            | 齊                       | 葛氏               | 1                     | 526年－528年                                                               | 526年，葛榮稱帝，528年被殺 |
| 南北朝 南北朝皇帝列表                            | 大趙                     | 万俟氏             | 1                     | 528年－530年                                                               | 528年，万俟醜奴在高平稱帝，530年被殺 |
| 南北朝 南北朝皇帝列表                            | 無記載                   | 王氏               | 1                     | 530年                                                                      | 530年，王慶雲在水洛城稱帝，不久後被殺 |
| 南北朝 南北朝皇帝列表                            | 东魏                     | 河南元氏           | 1                     | 534年－550年                                                               | 534年，高欢拥立元善见称帝 |
| 南北朝 南北朝皇帝列表                            | 西魏                     | 河南元氏           | 3                     | 535年－556年                                                               | 535年，宇文泰拥立元宝炬称帝 |
| 南北朝 南北朝皇帝列表                            | 北齐                     | 渤海高氏           | 8                     | 550年－577年                                                               | 550年，高洋称帝；这里计入高殷、高延宗、高绍义等不被普遍承认的皇帝 |
| 南北朝 南北朝皇帝列表                            | 北周                     | 宇文氏             | 4                     | 559年－581年                                                               | 557年，宇文觉自称大周天王；559年，宇文毓称帝 |
| 隋唐 隋帝列表 唐帝列表                           | 隋朝                     | 弘農楊氏           | 5                     | 581年－619年                                                               | 581年，杨坚称帝；这里计入杨浩、杨侗等不被普遍承认的皇帝 |
| 隋唐 隋帝列表 唐帝列表                           | 许                       | 宇文氏             | 1                     | 618年－619年                                                               | 618年，宇文化及废杨浩称帝；619年被杀 |
| 隋唐 隋帝列表 唐帝列表                           | 郑                       | 京兆王氏           | 1                     | 619年－621年                                                               | 619年，王世充在洛阳废杨侗称帝；621年遭到流放同時被杀 |
| 隋唐 隋帝列表 唐帝列表                           | 唐朝                     | 隴西李氏           | 26                    | 618年－690年 705年－907年                                                  | 618年，李渊称帝；690年－705年，为武周王朝；这里计入李重茂、李重福、李承宏、李悟、李煴、李𥙿等不被普遍承认的皇帝 |
| 隋唐 隋帝列表 唐帝列表                           | 武周                     | 太原武氏           | 1                     | 690年－705年                                                               | 690年，武瞾称帝，是中国历史上第一位女性皇帝，退位後政權改回大唐 |
| 隋唐 隋帝列表 唐帝列表                           | 文佳                     | 陳氏               | 1                     | 653年                                                                      | 653年，陳碩真称文佳皇帝，是中国历史上第一位称皇帝的女性 |
| 隋唐 隋帝列表 唐帝列表                           | 光明                     | 白氏               | 1                     | 683年                                                                      | 683年，白鐵余称光明聖皇帝 |
| 隋唐 隋帝列表 唐帝列表                           | 大燕                     | 安氏→史氏          | 4                     | 756年－763年                                                               | 756年，安禄山在洛阳称帝，历安庆绪、史思明、史朝义 |
| 隋唐 隋帝列表 唐帝列表                           | 大秦                     | 朱氏               | 1                     | 783年－784年                                                               | 783年，朱泚在长安称帝，国号大秦，784年改国号为大汉，后兵败被杀 |
| 隋唐 隋帝列表 唐帝列表                           | 楚                       | 李氏               | 1                     | 784年－786年                                                               | 784年，李希烈称楚帝，786年被部将所杀 |
| 隋唐 隋帝列表 唐帝列表                           | 大齐                     | 黃氏               | 1                     | 880年－884年                                                               | 880年，黄巢在长安称大齐皇帝，884年兵败而死 |
| 隋唐 隋帝列表 唐帝列表                           | 无记载                   | 秦氏               | 1                     | 885年－888年                                                               | 884年，黄巢兵败而死；885年，黄巢部将秦宗权在蔡州称帝 |
| 隋唐 隋帝列表 唐帝列表                           | 大越罗平国               | 董氏               | 1                     | 895年－896年                                                               | 895年，董昌在越州称帝，896年兵败而死 |
| 五代十国 五代十国皇帝列表                        | 后梁                     | 朱氏               | 3                     | 907年－923年                                                               | 907年，朱温称帝；这里计入朱友珪等不被普遍承认的皇帝 |
| 五代十国 五代十国皇帝列表                        | 后唐                     | 李氏（本姓朱邪氏） | 4                     | 923年－936年                                                               | 923年，李存勖称帝 |
| 五代十国 五代十国皇帝列表                        | 后晋                     | 石氏               | 2                     | 936年－946年                                                               | 936年，石敬瑭称帝 |
| 五代十国 五代十国皇帝列表                        | 后汉                     | 劉氏               | 2                     | 947年－950年                                                               | 947年，刘知远称帝 |
| 五代十国 五代十国皇帝列表                        | 后周                     | 郭氏               | 3                     | 951年－960年                                                               | 951年，郭威称帝 |
| 五代十国 五代十国皇帝列表                        | 北汉                     | 劉氏               | 4                     | 951年－979年                                                               | 951年，刘崇称帝 |
| 五代十国 五代十国皇帝列表                        | 燕                       | 劉氏               | 1                     | 911年－913年                                                               | 911年，刘守光称帝，913年兵败被李存勖所杀 |
| 五代十国 五代十国皇帝列表                        | 吴                       | 楊氏               | 1                     | 927年－937年                                                               | 902年，唐朝封为杨行密为吴王；919年，杨隆演自称大吴国王；927年，杨溥称帝 |
| 五代十国 五代十国皇帝列表                        | 南唐                     | 李氏               | 2                     | 937年－958年                                                               | 937年，李昪称帝；958年，李璟向后周称臣，自号唐国主；971年，李煜再自贬江南国主 |
| 五代十国 五代十国皇帝列表                        | 南汉                     | 彭城劉氏           | 4                     | 917年－971年                                                               | 917年，刘岩称大越皇帝；次年改国号汉 |
| 五代十国 五代十国皇帝列表                        | 前蜀                     | 王氏               | 2                     | 907年－925年                                                               | 907年，王建称帝 |
| 五代十国 五代十国皇帝列表                        | 后蜀                     | 孟氏               | 2                     | 934年－965年                                                               | 934年，孟知祥称帝 |
| 五代十国 五代十国皇帝列表                        | 闽                       | 瑯琊王氏           | 4                     | 933年－945年                                                               | 909年，王審知受后梁封为闽王；933年，王延钧称帝 |
| 宋辽金夏 宋帝列表 辽帝列表 金帝列表 西夏皇帝列表 | 北宋                     | 涿郡趙氏           | 9                     | 960年－1127年                                                              | 960年，赵匡胤称帝 |
| 宋辽金夏 宋帝列表 辽帝列表 金帝列表 西夏皇帝列表 | 南宋                     | 涿郡趙氏           | 10                    | 1127年－1279年                                                             | 1127年，赵构称帝；这里计入赵旉等不被普遍承认的皇帝 |
| 宋辽金夏 宋帝列表 辽帝列表 金帝列表 西夏皇帝列表 | 大辽契丹国（大契丹辽国） | 耶律氏             | 5（大契丹） 7（大辽） | 916年－947年；983年－1066年（大契丹） 947年－983年；1066年－1125年（大辽） | 916年，耶律阿保机称帝，建立大契丹国。947年，耶律德光将国号改为“大辽”，983年改回“大契丹”，1066年改为“大辽”。据契丹文墓志铭考证，辽朝曾实行双国号制度。在983-1066年间，不管是大字还是小字，都写作“契丹辽国”，将“契丹”置于“辽”之前。1066年之后，不管是大字还是小字，都写作“辽契丹国”，将“辽”置于“契丹”之前 |
| 宋辽金夏 宋帝列表 辽帝列表 金帝列表 西夏皇帝列表 | 西夏                     | 李氏（本姓拓跋氏） | 10                    | 1038年－1227年                                                             | 1038年，元昊称帝 |
| 宋辽金夏 宋帝列表 辽帝列表 金帝列表 西夏皇帝列表 | 金朝                     | 完颜氏             | 10                    | 1115年－1234年                                                             | 1115年，完颜阿骨打称帝；这里计入完颜承麟等不被普遍承认的皇帝 |
| 宋辽金夏 宋帝列表 辽帝列表 金帝列表 西夏皇帝列表 | 北辽                     | 耶律氏             | 2                     | 1122年                                                                     | 包括耶律淳、耶律定 |
| 宋辽金夏 宋帝列表 辽帝列表 金帝列表 西夏皇帝列表 | 西北遼                   | 耶律氏             | 2                     | 1123年                                                                     | 包括耶律雅里、耶律朮烈 |
| 宋辽金夏 宋帝列表 辽帝列表 金帝列表 西夏皇帝列表 | 西辽                     | 耶律氏             | 4                     | 1132年－1218年                                                             | 1132年，耶律大石称帝；这里计入屈出律等不被普遍承认的皇帝 |
| 宋辽金夏 宋帝列表 辽帝列表 金帝列表 西夏皇帝列表 | 天南                     | 侬氏               | 1                     | 1049年－1053年                                                             | 侬智高所建 |
| 宋辽金夏 宋帝列表 辽帝列表 金帝列表 西夏皇帝列表 | 奚                       |                    | 1                     | 1123年                                                                     | 回離保所建 |
| 宋辽金夏 宋帝列表 辽帝列表 金帝列表 西夏皇帝列表 | 无记载                   | 史氏               | 1                     | 1127年                                                                     | 史斌在興州所建 |
| 宋辽金夏 宋帝列表 辽帝列表 金帝列表 西夏皇帝列表 | 大楚                     | 張氏               | 1                     | 1127年                                                                     | 1127年4月金朝拥立张邦昌為帝，為金朝扶植的半獨立政权，嗣宋，同年5月，金朝退兵，张邦昌退位，還政宋朝。 |
| 宋辽金夏 宋帝列表 辽帝列表 金帝列表 西夏皇帝列表 | 刘齐                     | 劉氏               | 1                     | 1130年－1138年                                                             | 1130年金朝拥立刘豫為帝，為金朝扶植的半獨立政权，1138年初，金朝廢劉豫為蜀王，帝號除。 |
| 元明清 元帝列表 明帝列表 清帝列表                | 大蒙古国                 | 孛兒只斤氏         | 4                     | 1206年－1260年                                                             | 1206年，铁木真建国並稱帝，當時蒙古语「大汗」依漢人習慣譯為「皇帝」。1260年，忽必烈即皇帝位兼称大汗；1271年，忽必烈将汉语语境国号大蒙古国改为「大元」 |
| 元明清 元帝列表 明帝列表 清帝列表                | 元朝                     | 孛兒只斤氏         | 11                    | 1260年－1368年                                                             | 1260年忽必烈即位称帝，兼称大汗。1271年，「大蒙古国皇帝」忽必烈建汉语国号“大元”，大蒙古国号在蒙古语中继续使用，1368年，元惠宗北逃，元朝灭亡 |
| 元明清 元帝列表 明帝列表 清帝列表                | 北元                     | 孛兒只斤氏         | 3                     | 1368年－1388年                                                             | 1368年，元惠宗退回草原；1388年，北元取消皇帝尊号 |
| 元明清 元帝列表 明帝列表 清帝列表                | 韩宋                     | 韓氏               | 1                     | 1355年－1366年                                                             | 1355年，韩林儿称帝 |
| 元明清 元帝列表 明帝列表 清帝列表                | 徐宋                     | 徐氏               | 1                     | 1351年－1360年                                                             | 1351年，徐寿辉称帝 |
| 元明清 元帝列表 明帝列表 清帝列表                | 陈汉                     | 陳氏               | 2                     | 1360年－1364年                                                             | 1360年，陈友谅称帝，传子陈理 |
| 元明清 元帝列表 明帝列表 清帝列表                | 明夏                     | 明氏               | 2                     | 1362年－1371年                                                             | 1362年，明玉珍称帝，传子明升 |
| 元明清 元帝列表 明帝列表 清帝列表                | 明朝                     | 鳳陽朱氏           | 16                    | 1368年－1644年                                                             | 1368年，朱元璋称帝，這裡計入朱允炆等不被普遍承認的皇帝 |
| 元明清 元帝列表 明帝列表 清帝列表                | 南明                     | 鳳陽朱氏           | 4                     | 1644年－1662年                                                             | 南明时期称皇帝者和称监国者众多，很多政权同时存在，称皇帝者一共四人，包括朱由崧、朱聿键、朱聿、朱由榔。 |
| 元明清 元帝列表 明帝列表 清帝列表                | 大顺                     | 李氏               | 2                     | 1644年－1645年                                                             | 1644年，李自成称帝，傳弟李自敬 |
| 元明清 元帝列表 明帝列表 清帝列表                | 大西                     | 張氏               | 1                     | 1644年－1646年                                                             | 1644年，张献忠称帝 |
| 元明清 元帝列表 明帝列表 清帝列表                | 吴周                     | 吳氏               | 2                     | 1678年－1681年                                                             | 1678年，吴三桂称帝，同年崩传孙吳世璠。1681年，首都昆明被清朝军队攻破，吳世璠兵敗自殺，吳周亡 |
| 元明清 元帝列表 明帝列表 清帝列表                | 清朝                     | 愛新覺羅氏         | 11                    | 1636年－1912年                                                             | 1636年，后金大汗皇太极定国号清朝并称帝，1644年入关并定鼎中原 |
| 近代                                             | 中華帝國                 | 汝南袁氏           | 1                     | 1915年－1916年                                                             | 中華民國大總統袁世凱原准备登基称帝，但在筹备期间仍以大总统的名义执行权力。随即爆發護國戰爭，袁世凯至死没有正式登基 |
| 近代                                             | 後清                     | 愛新覺羅氏         | 1                     | 1917年                                                                     | 張勳復辟溥儀為帝，嗣清；同年遭總理段祺瑞討伐，僅十二天 |